# Nyckelkodsområde
Nyckelkodsområden (NYKO) är statistikområden som kommuner i Sverige är indelade i för planeringsändamål. De används för att beställa lokal statistik från SCB, exempelvis över folkmängd, medelinkomst, befolkningsförändringar, bilinnehav och sysselsättningsgrad. Områdena har en finare geografisk indelning än församlingar/distrikt. Nyckelkodssystemet (NYKO) är hierarkiskt uppbyggt, där den minsta enheten är förhållandevis liten och omfattar en grupp fastigheter. Varje delområde på den lägsta nivån har en kod på 6 tecken, medan högre nivåer har kortare koder. NYKO-koderna kan motsvara kommunens indelning i kommundelar, glesbygds- och tätortsområden, stadsdelsområden, stadsdelar, bostadsområden och/eller kvarter. Systemet gäller nästan alla kommuner och sköts av Statistiska centralbyrån. Den geografiska indelningen underhålles och ägs av kommunen, och får användas med kommunens tillstånd. Vissa kommuner publicerar statistikområdeskartor på sin webbplats, och/eller har släppt gränsernas geografiska positioner fria som öppen data.